# Nadwrażliwość kontaktowa
Nadwrażliwość kontaktowa – nadwrażliwość na różne substancje kontaktujące ze skórą i błonami śluzowymi (metale i ich stopy, lateks, leki, żywice, rozpuszczalniki oraz materiały takie jak jedwab, wełna, skóra, substancje pochodzenia roślinnego, kosmetyki).
Nadwrażliwość kontaktową można podzielić na:
- wyprysk kontaktowy alergiczny
- wyprysk kontaktowy niealergiczny

## Fazy nadwrażliwości
Występują dwie fazy tej nadwrażliwości:
1. Faza uczulająca - komórki Langerhansa pochłaniają hapten podany naskórkowo, migrują do lokalnego węzła chłonnego i prezentują go antygenowo swoistym komórkom T.
2. Komórki Langerhansa z kompleksem hapten-nośnik wędrują z naskórka do skóry. Dochodzi do prezentacji antygenu komórkom T pamięci CD4+. Aktywowane komórki CD4+ uwalniają IFN γ, a ten z kolei powoduje wzrost ekspresji MHC klasy II i ICAM-1 na komórkach Langerhansa i na komórkach śródbłonka naczyń włosowatych. Dochodzi do aktywacji keratynocytów, które uwalniają cytokiny prozapalne: IL-1, IL-6 i GM-CSF. Antygenowo swoiste komóki CD4+ gromadzą się w danym miejscu pod wpływem tych cytokin i mogą się wiązać do keratynocytów przez ICAM-1 i cząsteczki MHC klasy II. Potem cała reakcja się cofa.